# Anita Gargas
Anita Gargas Wojciechowska  (sinh ngày 11 tháng 1 năm 1964) là một nhà báo người Ba Lan chuyên viết các bài viết điều điều tra và đồng thời cũng là một nhà toán học. Bà là tay viết của tuần báo Gazeta Polska và nhật báo Gazeta Polska Codziennie, nơi bà là trưởng bộ phận điều tra. Từ ngày 1 tháng 8 năm 2006 đến ngày 19 tháng 2 năm 2010,  bà là Phó Giám đốc ban tin tức và Phó giám đốc phụ trách Báo chí tại kênh truyền hình TVP1 của Ba Lan. Ba còn là biên kịch của chương trình Misja specjalna (Nhiệm vụ đặc biệt). 

## Cuộc đời và sự nghiệp
Gargas sinh ra và lớn lên tại Katowice. Bà tốt nghiệp ngành toán học tại Đại học Silesia ở Katowice. Trong thời gian học tập, bà là thành viên của Hội Sinh viên Độc lập và phong trào Đấu tranh Đoàn kết.  Bà lúc này chuyên viết các bài viết xuất bản trên tạp chí định kỳ Bez Retuszu. Vào cuối những năm 1980 các bài viết của bà được xuất bản trong một tạp chí định kỳ khác, Przegląd Wiadomości Agencyjnych (Tạp chí Thông tấn xã).
Từ năm 1989, Gargas theo học cao học tại Khoa Báo chí. Sau đó, đến năm 1991, bà bắt đầu công việc thực tập rồi trở thành phóng viên toàn thời gian trong mảng chính trị của báo Tygodnik Solidarność.  Trong thời gian này, bà thường viết các bài báo điều tra và báo cáo về các hoạt động của các thành viên trong Đảng Công nhân Thống nhất Ba Lan. Năm 1991, cùng với Maciej Wojciechowski, bà đã xuất bản một cuốn sách có tựa đề Partie polityczne w Polsce (Các đảng phái chính trị ở Ba Lan). Cùng năm đó, bà rời Tygodnik Solidarność và chuyển đến làm việc tại Nowy Świat, được thành lập bởi Piotr Wierzbicki. Do xung đột chính trị, vào tháng 5 năm 1992, chính phủ cầm quyền của Jan Olszewski đã gây áp lực để khiến cả hai bị cách chức.

### Xuất bản Danh sách của Macierewic
Vào năm 1993, Wierzbicki thành lập báo Gazeta Polska chuyên viết định kỳ hàng tháng (sau này chuyển sang hàng tuần). Gargas sau đó đã làm việc tại đây. Vào tháng 6 năm 1993, Gargas cho xuất bản Danh sách Macierewiczt. Đây là một bản danh sách 64 thành viên của Thượng nghị sĩ Ba Lan trong Hạ viện đang bí mật cộng tác với Bộ Cảnh sát và Cục Nội vụ. Vào năm 1998, Gargas trở thành thành viên ban biên tập của Cơ quan Báo chí Ba Lan. Công việc của bà  là đóng vai trò một nhà báo điều tra, ghi lại các vụ bê bối và vi phạm liên quan đến các hoạt động của quyền lực nhà nước, đảng cộng sản cũ và các cơ quan mật vụ cũ. Bà rời Gazeta Polska vào năm 2005. Vào thời điểm đó, Piotr Wierzbicki không còn là tổng biên tập mà được thay thế bởi Tomasz Sakiewicz.

### Nhiệm vụ Đặc biệt
Sau khi rời Nowy Świat, Gargas bắt đầu làm việc cho đài Weekly Ozon. Cùng thời gian đó, bà trở thành biên tập viên của chương trình Misja specjalna (Nhiệm vụ đặc biệt), được khởi xướng bởi các giám đốc của đài Ozon, do hiện đài còn đang thiếu các chương trình phóng sự điều tra. Yêu cầu chuẩn bị cho chương trình mới đã được giao cho Andrzej Godlewski, ông này sau đó đã mời Anita Gargas tham gia điều hành. Tập đầu tiên của chương trình được phát sóng vào tháng 1 năm 2005 và tiếp tục trong vài tháng, cho đến khi chiến dịch bầu cử năm 2005 diễn ra.
Vào tháng 5 năm 2006, Telewizja Polska (TVP) đã cho phát sóng một tập phim của Gargas với tựa đề Prezydentowa bez barier (Tổng thống không có rào cản), nói về Jolanta Kwaśniewska, người vợ của Tổng thống Cộng hòa Ba Lan Aleksander Kwaśniewski, đệ nhất phu nhân Ba Lan trong giai đoạn 1995–2005. Nội dung trong tập đề cập đến những điều còn mơ hồ liên quan đến quỹ  từ thiện Porozumienie bez barier (Hiểu biết không rào cản) do Kwaśniewska điều hành. Kết quả là Kwaśniewska đã đệ đơn khiếu nại với Krajowa Rada Radiofonii i Telewizji (Hội đồng Phát thanh Quốc gia). Hội đồng Đạo đức Truyền thông đã chỉ trích Gargas vì đã vượt qua khuôn khổ sự thật và đưa ra thông tin kèm theo các bình luận cá nhân. Mặc dù vậy, tập phim vẫn nhận được đề cử giải thưởng truyền thông mang tên Andrzej Woyciechowski.
Chương trình Nhiệm vụ Đặc biệt sau đó lại tiếp tục lên sóng truyền hình vào tháng 9 năm 2006 với sự cho phép của chủ tịch TVP, Bronisław Wildstein. Gargas lúc này trở thành biên tập chính cho chương trình. Bà đồng thời cũng được bổ nhiệm vào vị trí phó ban báo chí và rồi tiếp tục được thăng chức thành trưởng ban vào năm 2007. Đến năm 2009, bà được cất nhắc lên vị trí phó giám đốc của kênh truyền hình TVP1. Các phóng sự của bà xoay quanh những vụ bê bối và vi phạm liên quan đến chính trị và kinh tế, chẳng hạn như mối liên hệ giữa Người Phát ngôn của Hạ viện, Józef Oleksy và gia đình của ông với các công ty nhiên liệu, cùng với việc thiếu sự kiểm tra diễn ra ở Ba Lan. Trong một chương trình phóng sự, một bản ghi âm cuộc nói chuyện giữa nhà sử học Adam Michnik và doanh nhân Aleksander Gudzowaty được đưa ra, mô tả cách mà biên tập viên của Gazeta Wyborcza, Michnik, đã hứa với Gudzowaty, một nhà tài phiệt, về việc không viết về ông ta bằng những từ ngữ không hay ho, cơ bản điều này đã làm mất lòng các nhà báo của ông ta. Chương trình được phát sóng cho đến tháng 3 năm 2009 thì bị loại khỏi lịch chiếu. Gargas đã bị quyền chủ tịch TVP lúc đó là Piotr Farfał bãi nhiệm chức vụ trưởng ban Công luận của TVP1. Vào tháng 3 năm 2009, một nhóm người đã viết một bức thư công khai nhằm để bảo vệ bà, coi rằng việc loại bỏ bà khỏi chương trình là một sự hạn chế quyền tự do ngôn luận. Gargas sau đó đã khởi xướng chương trình truyền hình "Bài kiểm tra lịch sử vĩ đại". Bà cũng cáo buộc đài truyền hình ăn cắp bản quyền trí tuệ khi bãi nhiệm bà nhưng vẫn tiếp tục phát sóng chương trình do bà tạo ra.
Vào năm 2007, Gargas đệ đơn kiện với nhà sản xuất phim Maciej Strzembosz, người đã bóng gió trên một blog internet rằng bà đang làm việc ở một vị trí bí mật trong Lực lượng Thông tin Quân sự (WSI). Gargas sau đó thắng kiện vì nhà sản xuất không đưa ra được bằng chứng cho những lời buộc tội của mình.
Vào ngày 3 tháng 2 năm 2010, chương trình Nhiệm vụ đặc biệt quay trở lại trên đài TVP1. Cùng tháng, Gargas bị hội đồng quản trị của TVP bãi nhiệm khỏi vị trí phó giám đốc TVP1 mà không có lý do chính thức nào được nêu ra. Sau ngày 10 tháng 4 năm 2010, Phóng sự của Nhiệm vụ Đặc biệt liên tục phát sóng thông tin liên quan đến cuộc điều tra về vụ  thảm họa hàng không Smolensk. Chương trình được phát sóng cho đến ngày 19 tháng 10 năm 2010, và sau đó bị người đứng đầu TVP1, Iwona Schymalla, loại bỏ khỏi lịch chiếu.

### Nhà làm phim tài liệu
Trong giai đoạn sau của sự nghiệp, từ năm 2011, Gargas đã làm phim tài liệu về thảm họa hàng không Smolensk ngày 10 tháng 4 năm 2010. Bà là tác giả của bộ phim tài liệu đầu tiên, với tựa đề 10.04.10, điều tra về thảm kịch này. Bộ phim đưa ra những giải thích về vụ tai nạn Smolensk và được phát sóng trong trên kênh Gazeta Polska vào ngày 6 tháng 4 năm 2011. Vào giữa tháng 1 năm 2013, phần phim tiếp theo về cuộc điều tra của bà đối với thảm họa này với tựa đề Anatomia upadku (Giải mã cú rơi), được lên sóng truyền hình. Đến cuối tháng 3 và đầu tháng 4 năm 2014, phần sau của bộ phim với tựa đề Anatomia upadku 2 (Giải mã cú rơi 2) được sản xuất. Vào ngày 13 tháng 6 năm 2016, bộ phim W imię honoru (Vinh danh những cái tên) được phát song, trong đó các vị tướng Andrzej Błasik, Andrzej Karweta và Bronisław Kwiatkowski được khắc họa qua lời kể của vợ mình.
Năm 2012, Anita Gargas kết thúc vụ kiện tụng với Ryszard Grobelny, Thị trưởng Poznań, cáo buộc bà trong một bản cáo trạng về tội phỉ báng công khai trong một tập phim Nhiệm vụ Đặc biệt. Vào tháng 1 năm 2012, tòa án đình chỉ vụ án khi nhận thấy rằng bà đã chuẩn bị các tài liệu đáng tin cậy cho tập phim, do đó tuân thủ các nguyên tắc báo chí khách quan và không có điều kiện tiên quyết cho hành vi phạm tội.
Vào tháng 1 năm 2013, bà ngồi vào ghế ban giám sát của Đài truyền hình độc lập S.A., trong vai trò quản lý của kênh truyền hình Republic Television. Từ tháng 5 năm 2013 tới tháng 8 năm 2016 bà là người dẫn chương trình điều tra Zadanie specjalne (Nhiệm vụ Đặc biệt) ở đài này. Vào ngày 1 tháng 7 năm 2013, rở thành thành viên ban giám sát của Telewizja Republika S.A., quản lý đài truyền hình Telewizja Republika. Từ tháng 9 năm 2014 đến tháng 8 năm 2016, bà giữ chức phó tổng biên tập của Telewizja Republika thay cho Tomasz Terlikowski.
Từ tháng 9 năm 2016, và là người dẫn chương trình Tạp chí Điều tra của Anita Gargas trên kênh truyền hình TVP1.

## Giải thưởng và sự vinh danh
- Vào ngày 19 tháng 3 năm 2010, Gargas đã được Lech Kaczyński, Tổng thống Cộng hòa Ba Lan, trao tặng Huân chương Polonia Restituta vì những đóng góp xuất sắc của bà đối với chế độ dân chủ ở Ba Lan cùng những thành tích trong công tác xã hội đã đem lại lợi ích của đất nước.[26] [27] [28]
- Năm 2012, bà được trao Giải thưởng Tự do Ngôn luận năm 2011, do Association of Polish Journalists [pl] trao tặng cho lòng dũng cảm và thái độ kiên quyết trong việc tìm ra sự thật về thảm họa Smolensk.[29] Giải thưởng này có giá trị 20.000 zloty.[30]
- Vào ngày 30 tháng 1 năm 2014, Gargas đã được trao Giải thưởng Watergate bởi Hiệp hội các nhà báo Ba Lan cho bộ phim tài liệu năm 2012, Anatomy of a Fall [pl] (Giải mã cú rơi).
- Vào ngày 28 tháng 1 năm 2016, cùng với Cezary Gmyz [pl], Gargas đã nhận được vinh dự nhắc đến như một phần của "Giải thưởng Watergate" cho năm 2015, được trao bởi Hiệp hội các nhà báo Ba Lan cho phim tài liệu Taśmy trzeciej władzy - sędziowskie układy (Những cuộn băng về Quyền lực Thứ ba - Bản tuyên án của các thẩm phán), phát sóng gày 10 tháng 12 năm 2014 trong chương trình Nhiệm vụ Đặc biệt trên Republic Television [pl] . [31]

## Phim tài liệu
- 10.04.10 (2011)
- Anatomia upadku (2012)
- Anatomia upadku 2 (2014)
- W imię Honorru (2016)

## Bài viết tham khảo
- Gargas, Anita; Wojciechowski, Maciej (1991). Partie polityczne w Polsce (bằng tiếng Ba Lan) . Gdansk: Krajowa Agencja Wydawn. ISBN 9788303034656. OCLC 26645655.